# Ziemia chełmińska

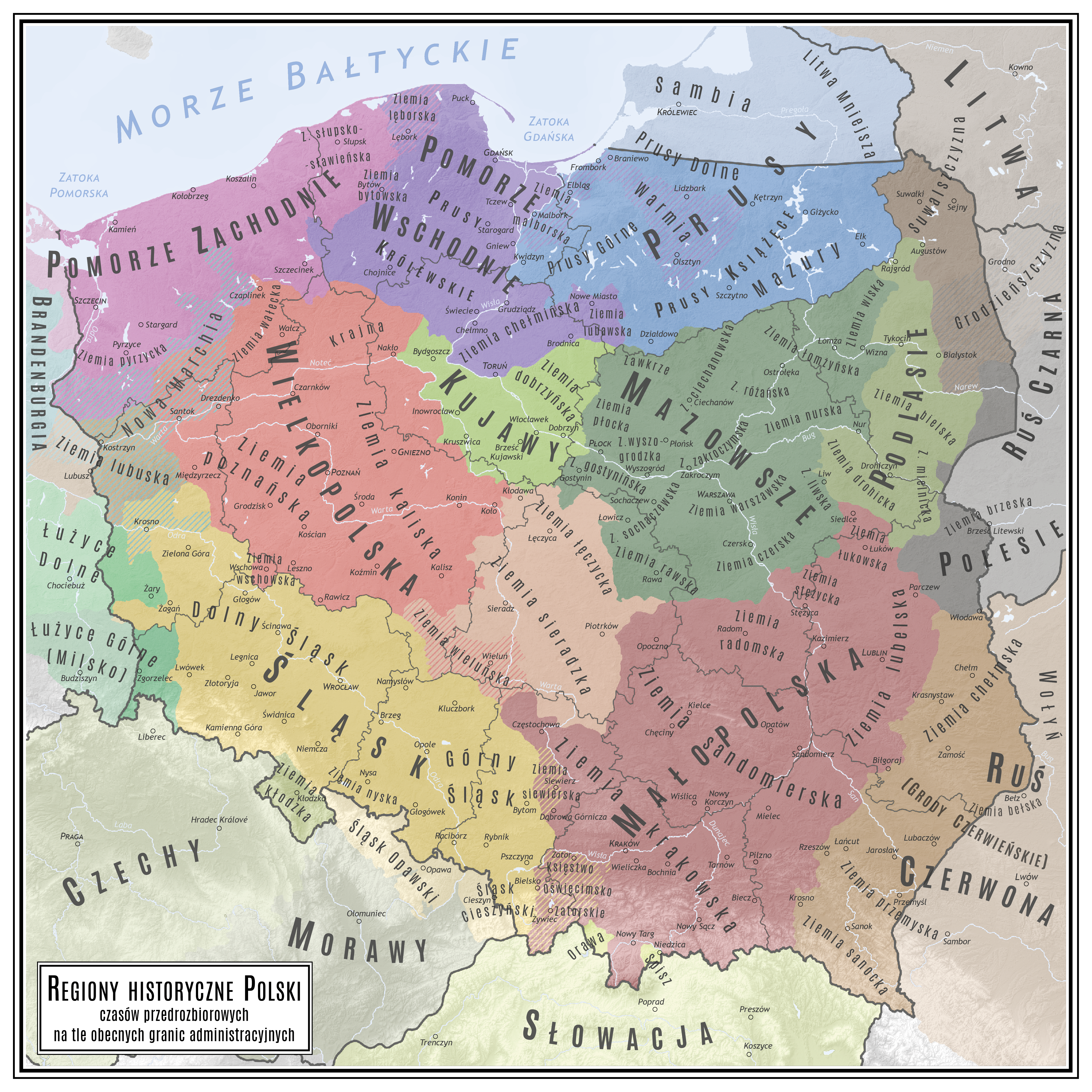
Ziemia chełmińska i inne krainy historyczne Polski na tle współczesnych granic administracyjnych

Ziemia chełmińska (łac. Terra Culmensis, niem. Kulmerland) – region historyczno-etnograficzny w północno-środkowej Polsce, stanowiący część Pomorza Nadwiślańskiego. Niegdyś jednostka terytorialna I Rzeczypospolitej.

## Granice

### Historyczne

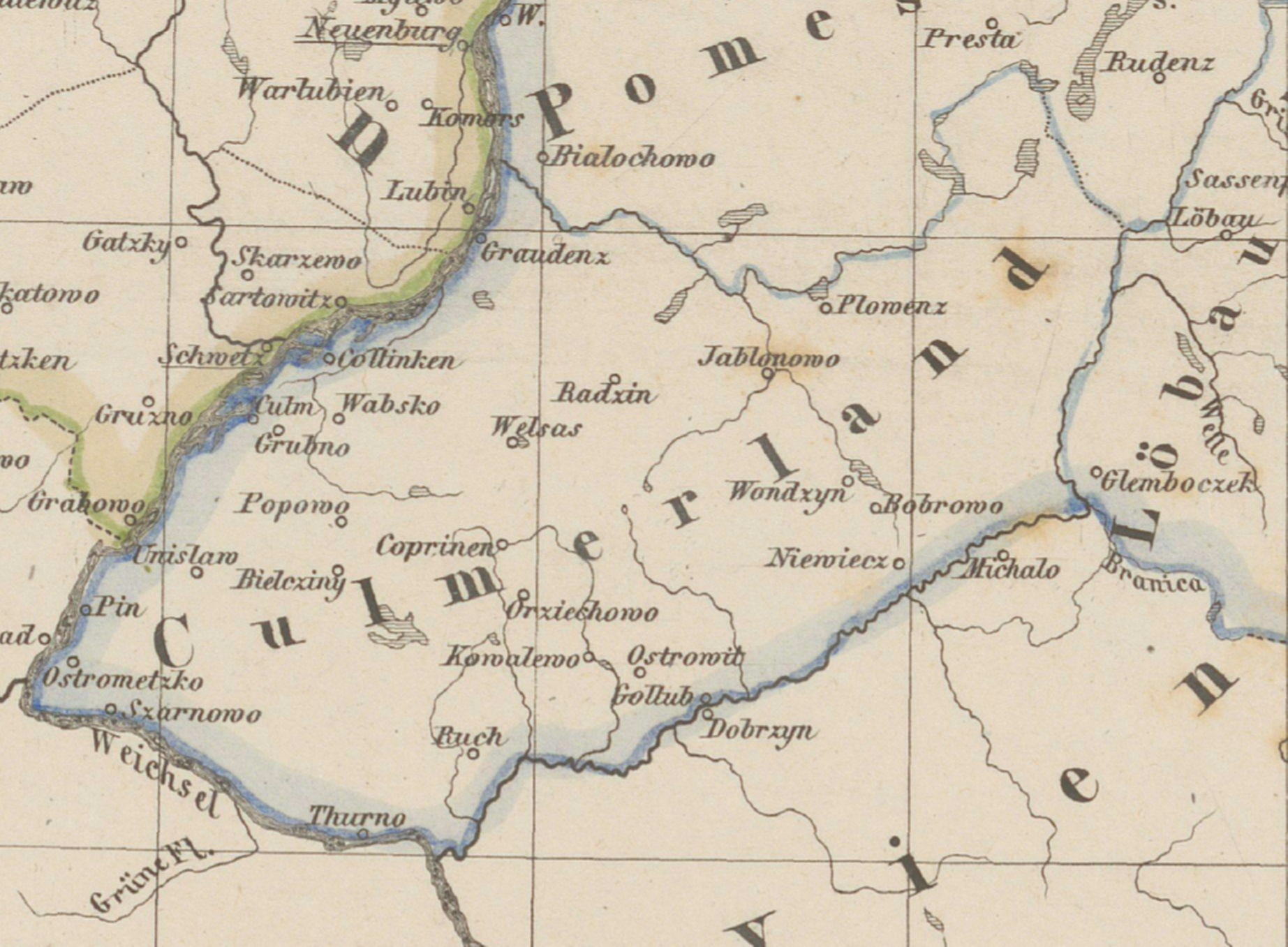
Ziemia chełmińska przed podbojem krzyżackim (mapa Max Toeppen, 1858)

Ziemia chełmińska jako region historyczny sąsiaduje na północy i wschodzie z Prusami Górnymi (z Powiślem na północy i z Mazurami na wschodzie), na południu z ziemią dobrzyńską, na zachodzie i południowym zachodzie z Kujawami, a na północnym wschodzie z Pomorzem Gdańskim (Kociewiem i Borami Tucholskimi).
Pierwotnie granice ziemi chełmińskiej wyznaczały następujące rzeki: Wisła od zachodu i południowego zachodu, Drwęca od południa i wschodu oraz Osa od północy.

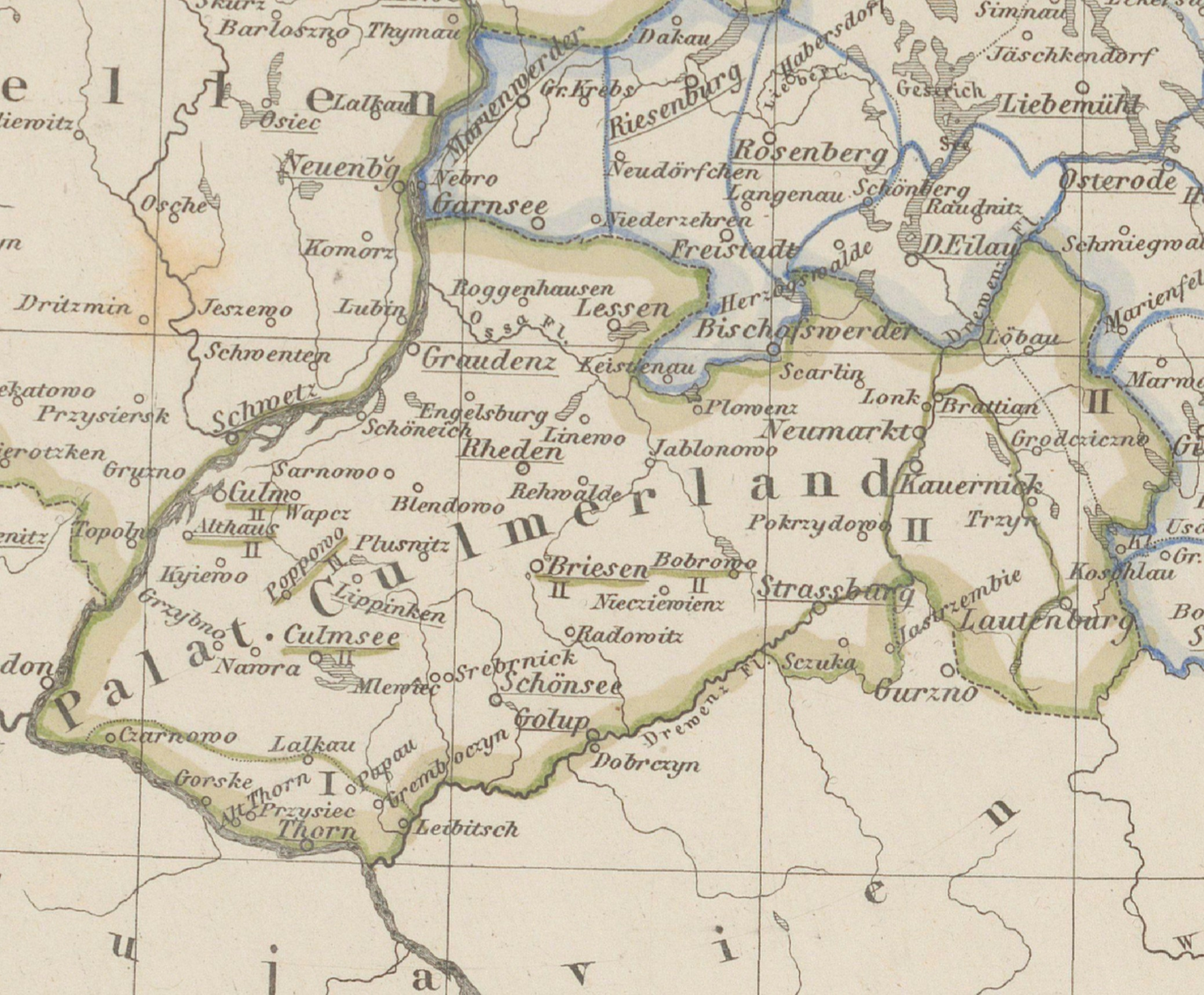
Ziemia chełmińska w latach 1466-1772. Region obejmował już wówczas również ziemię lubawską i michałowską na wschód od Drwęcy oraz ziemię łasińską na północ od Osy (mapa Max Toeppen, 1858)

Od drugiej połowy XIII wieku do ziemi chełmińskiej zaliczać zaczęto także ziemię lubawską (wcześniej część pruskiej Sasinii) oraz obszar na prawym brzegu Osy wokół miasteczka Łasina (stanowiący część dawnej pruskiej Pomezanii). W 1317 roku przyłączono do niej także ziemię michałowską (faktycznie część ziemi dobrzyńskiej zaliczanej wcześniej do Mazowsza), położoną naprzeciw Brodnicy na lewym brzegu Drwęcy.
Współcześnie większa część ziemi chełmińskiej leży na terenie województwa kujawsko-pomorskiego, zaś mniejsza na terenie województwa warmińsko-mazurskiego (powiat nowomiejski bez obszaru nad prawym brzegiem Osy, gmina Lubawa w powiecie iławskim i gmina Lidzbark oraz północna część gminy Rybno w powiecie działdowskim) i pomorskiego (użytek ekologiczny Łosiowe Bagna w powiecie kwidzyńskim, w gminie Gardeja).

### Etnograficzne
Obszar etnograficzny ziemi chełmińskiej jest znacznie mniejszy od historycznego. Obejmuje on właściwe terytorium ziemi chełmińskiej bez ziemi lubawskiej (tworzącej odrębną jednostkę kulturową i gwarową) oraz ziemi michałowskiej.

## Historia

### Wczesne średniowiecze
Na początku XI wieku w czasach panowania Mieszka II na Górze Św. Wawrzyńca w Kałdusie został wzniesiony gród (pierwsze Chełmno), wyznaczający prawdopodobnie północny punkt ówczesnej granicy ich państwa.
Ziemia chełmińska weszła w skład monarchii pierwszych Piastów na początku X lub na przełomie XI-XII wieku. Do niedawna uważano, że ziemia chełmińska od momentu zasiedlenia przez Słowian zamieszkana była początkowo przez ludność kujawską bądź mazowiecką. Nowsze badania pokazują jednak, że wpływy kujawskie i mazowieckie datują się dopiero od połowy XI wieku, a wcześniej ziemia chełmińska (a przynajmniej jej część północna i środkowa) zamieszkana była przez ludność słowiańską, której kultura materialna (przede wszystkim wczesnośredniowieczna ceramika ze stanowiska archeologicznego w Gronowie oraz zespołów osadniczych z najbliższej okolicy) wykazywała powiązania z szeroko pojętym północnosłowiańskim, pomorsko-połabskim obszarem kulturowym (kultura Sukow-Dziedzice).

### Średniowiecze
W drugiej połowie XIII wieku do ziemi chełmińskiej przyłączono ziemię lubawską oraz obszar na prawym brzegu rzeki Osy wokół miasteczka Łasin (część dawnej Pomezanii). W 1317 roku przyłączono do niej ziemię michałowską (część ziemi dobrzyńskiej).
W okresie rozdrobnienia feudalnego Polski tereny ziemi chełmińskiej znalazły się w dzielnicy mazowieckiej i stąd rozpoczęła się intensywna akcja misyjna zapoczątkowana przez Konrada Mazowieckiego. Za podjęcie akcji misyjnych nadał on w 1222 r. biskupowi pruskiemu Chrystianowi dobra w zachodniej części ziemi chełmińskiej. Odbyło się kilka wypraw krzyżowych, które wywołały niszczycielskie wyprawy odwetowe ze strony pogańskich plemion pruskich.

Chorągiew ziemi chełmińskiej w trakcie bitwy pod Grunwaldem

Ziemia chełmińska była historycznie pierwszą, na którą w 1231 r. sprowadzeni zostali Krzyżacy dla obrony przed Prusami. Książę mazowiecki Konrad w 1226 roku rozpoczął rozmowy z zakonnikami, przyznając im w konsekwencji w 1228 r. w dzierżawę ziemię chełmińską, jednakże przy zachowaniu całości swoich książęcych prerogatyw. W 1231 r. niewielki oddział krzyżacki osiedlił się w Toruniu. Krzyżacy na podstawie sfałszowanego dokumentu, tzw. falsyfikatu kruszwickiego, z 1230 roku (rzekomo nadającego im ziemię chełmińską w wieczyste posiadanie, a nie w dzierżawę), uzyskali w 1234 r. bullę papieża Grzegorza IX, który uznał suwerenną władzę Krzyżaków w ziemi chełmińskiej. Dodatkowo na skutek starań Krzyżaków cesarz Fryderyk II wydał im w 1235 roku tzw. Złotą Bullę z Rimini (antydatowaną na 1226 r.), która potwierdzała nadanie Krzyżakom ziemi chełmińskiej, jednak nie jako lenna nadanego im przez Konrada Mazowieckiego, ale jako własności.

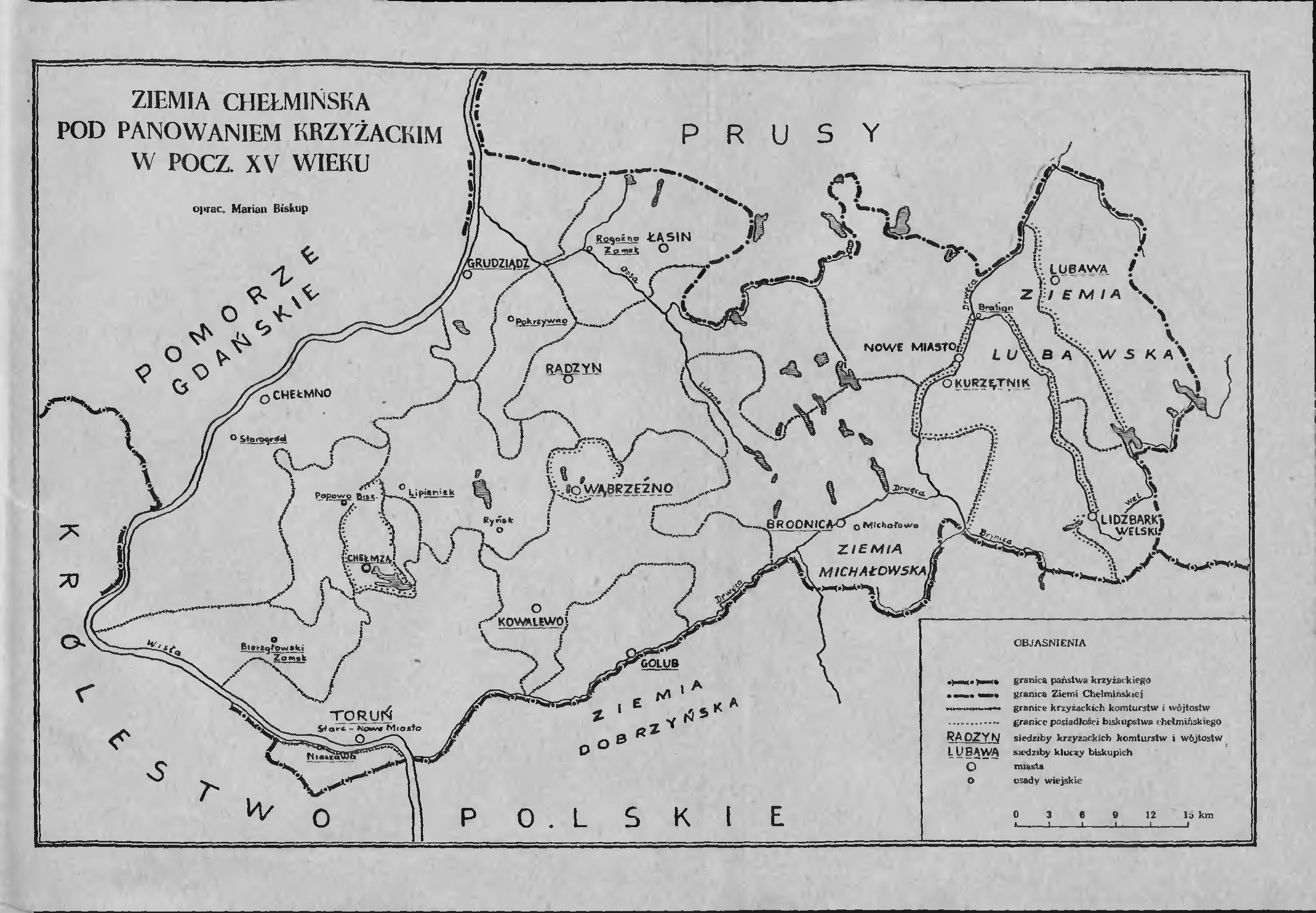
Ziemia chełmińska pod panowaniem Zakonu krzyżackiego w początkach XV wieku.

W 1454 r. mieszkańcy ziemi chełmińskiej zbuntowali się przeciwko panowaniu krzyżackiemu, wnieśli powstanie i ogłosili przyłączenie tego regionu do Polski, co poparł i potwierdził król Polski, Kazimierz IV Jagiellończyk. Przyczyniło się to do wojny trzynastoletniej pomiędzy wojskami polskimi a krzyżackimi. Mieszkańcy ziemi chełmińskiej, a zwłaszcza takich miast jak Toruń, Chełmno czy Grudziądz, mocno finansowali stronę polską i polskiego króla. Wojna skończyła się zwycięstwem strony polskiej w 1466 roku, przez co ziemia chełmińska ponownie znalazła się w granicach Polski.

### I Rzeczpospolita
Po powrocie tego obszaru do Korony Królestwa Polskiego na mocy II pokoju toruńskiego, w 1466 roku, został on włączony do tzw. Prus Królewskich, zwanych także Prusami Polskimi. Później był to jeden z lepiej rozwiniętych obszarów Korony Polskiej, a potem także i całej I Rzeczypospolitej. Rozwój ziemi chełmińskiej kwitł pełną parą zwłaszcza w okresie złotego wieku Polski (lata 1500–1600). Okres potopu szwedzkiego (1655-1660) i zniszczenia po nim przerwały chwilowo ten rozwój, ziemia chełmińska ponownie zaczęła się mocno rozwijać po odbudowie.

### Pod zaborem pruskim
Tereny te, z wyjątkiem Torunia, podczas I rozbioru Polski w 1772 r. znalazły się w Królestwie Pruskim. Dopiero po II rozbiorze Polski w 1793 r. Toruń dostał się pod zabór pruski. W latach 1807–1815 ziemia chełmińska znajdowała się w Księstwie Warszawskim i następnie ponownie w Królestwie Prus (zaborze pruskim) od 1815, zaś od 1871 r. ziemia chełmińska znalazła się w granicach zjednoczonego Cesarstwa Niemieckiego i była regionem granicznym Niemiec w okresie zaborów Polski, gdyż sąsiednia już ziemia dobrzyńska wchodziła w skład Imperium Rosyjskiego. W tym okresie na ziemi chełmińskiej powstawały jedne z ważniejszych organizacji dla ludności polskiej w zaborze pruskim do walki z germanizacją, np. Towarzystwo Naukowe w Toruniu.

### Od 1919 do 1945 roku
Po I wojnie światowej, przyznana w 1919, ale przejęta w 1920 roku, cała ziemia chełmińska znalazła się z powrotem w państwie polskim na obszarze województwa pomorskiego. Okres międzywojenny przyczynił się do rozwoju regionu, jednak nadejście II wojny światowej we wrześniu 1939 r. spowodowało zniszczenia i włączenie bezpośrednio w granice III Rzeszy przez okupantów niemieckich, jakich od dawna region nie zaznał. Wśród miast ziemi chełmińskiej bardzo poważnie został zniszczony Grudziądz (ponad 60%), Lidzbark (75%) i Lubawa (80%). Reszta miast ucierpiała w mniejszym stopniu. Praktycznie bez szwanku przetrwał Toruń i Chełmno.
Okres II wojny światowej i okupacji niemieckiej przyniósł także liczne prześladowania i egzekucje na Polakach z ziemi chełmińskiej dokonywane przez Niemców, na samym początku zwłaszcza inteligencji, a potem i zwykłych cywilów (np. zbrodnia w toruńskiej Barbarce). Ponadto dla ludności polskiej tworzono obozy przesiedleńcze, których potem przesiedlano do Generalnego Gubernatorstwa, wysyłano na przymusowe obozy do Rzeszy, a także zdarzały się przypadki wcielania do wojsk niemieckiego okupanta, Wehrmachtu. Niektórzy trafili do obozu koncentracyjnego Auschwitz-Birkenau, zwłaszcza ujawnieni najwięksi antyniemieccy działacze z regionu. Na miejsce wysiedlanych Polaków osadzano kolonistów niemieckich. Cały okres okupacji niemieckiej na ziemi chełmińskiej w podziemiu działała partyzantka i Armia Krajowa, którą wspomagali miejscowi Polacy. W styczniu 1945 roku ziemia chełmińska została zdobyta przez oddziały sowieckiej Armii Czerwonej, przy współudziale Ludowego Wojska Polskiego, kończąc okupację niemiecką. Polacy, którzy doznali wysiedlenia w okresie II wojny światowej, powracali do swoich domów w 1945 roku.

### Po 1945 roku
W PRL ziemia chełmińska znalazła się w województwie bydgoskim. W 1975 r. po reformie administracyjnej ponad 90% terytorium ziemi chełmińskiej znalazło się w województwie toruńskim. Obecnie wchodzi w skład województwa kujawsko-pomorskiego oraz w mniejszym stopniu województwa warmińsko-mazurskiego. Jest podzielona na jedenaście powiatów, obejmujących w mniejszej lub większej części tereny ziemi chełmińskiej.

## Warunki naturalne

### Ukształtowanie powierzchni

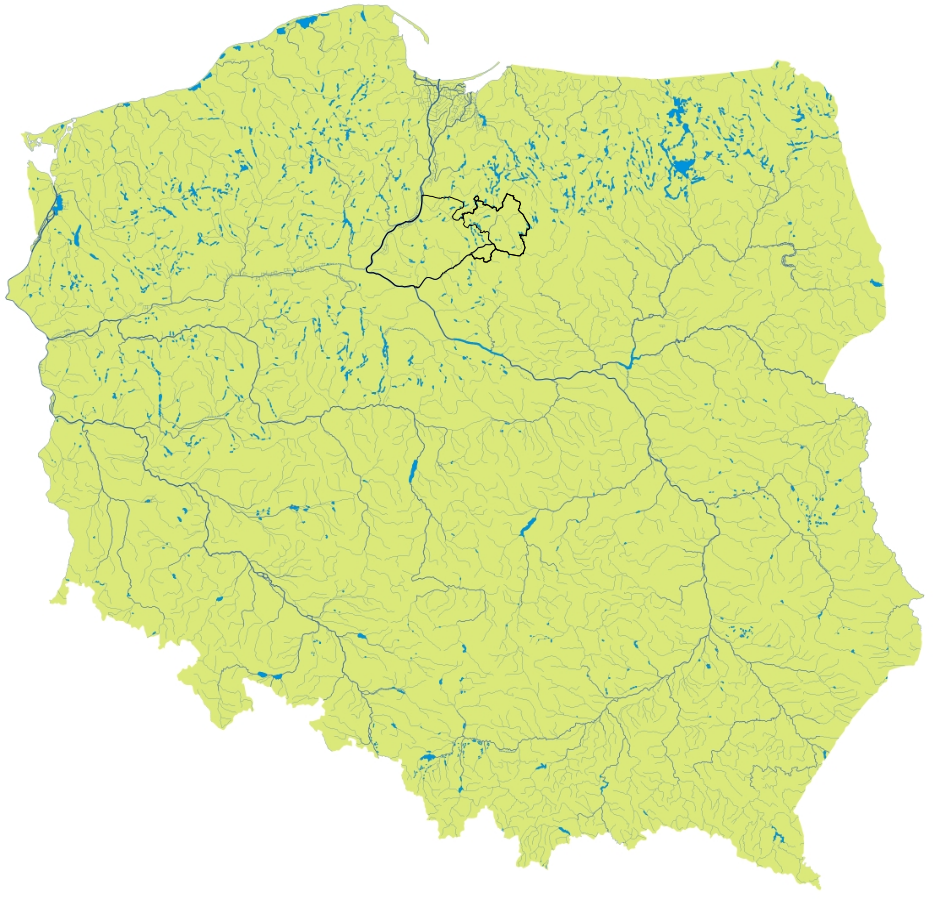
Ziemia chełmińska na mapie hydrograficznej Polski

Obszar ziemi chełmińskiej jest zróżnicowany pod względem ukształtowania powierzchni. Prawie cały region w przeszłości znajdował się w zasięgu ostatniego zlodowacenia (Wisły), które to pozostawiło po sobie świeży, młodoglacjalny krajobraz. Największą powierzchnię zajmują wysoczyzny morenowe urozmaicone płatami i szlakami sandrowymi. Na terenie ziemi chełmińskiej można znaleźć dziesiątki wzgórz i pagórków morenowych (okolice Wąbrzeźna i Radzynia), kemów (okolice Golubia), wałów ozów (okolice Golubia i Chełmży) i głębokich rynien polodowcowych wypełnionych w dużej części przez wody jezior (Pojezierze Brodnickie). Powierzchnia terenu wznosi się nieznacznie z zachodu na wschód i dopiero za linią Drwęcy wysokości bezwzględne wyraźnie wzrastają (Garb Lubawski).
Najwyższe wzniesienie na ziemi chełmińskiej znajduje się w jego północno-wschodniej części w obrębie Garbu Lubawskiego (pow. 270 m n.p.m.). Najniżej położone miejsce znajduje się natomiast w dnie doliny Wisły w rejonie Wałcza (ok. 14 m n.p.m.).

### Krajobraz
Obszar ziemi chełmińskiej charakteryzuje się na większości obszaru falistą i pagórkowatą rzeźbą terenu, która nabierała dynamiki w obrębie dolin rzecznych Wisły, Drwęcy, Osy, Lutryny, Strugi Brodnickiej oraz Welu. Część z tych dolin stanowi zaadaptowane starsze rynny polodowcowe. Najwyższe izolowane wzniesienia występują w okolicach m.in. Grudziądza (Kępa Forteczna, Kępa Strzemięcińska, Góra Zamkowa), Zakurzewa, Marzęcic na ziemi chełmińskiej oraz m.in. Wielkiego Leźna, Złotowa, Lubsztyna, Łążyna i Gutowa na ziemi lubawskiej.

### Parki krajobrazowe
W granicach ziemi chełmińskiej można wyróżnić następujące parki krajobrazowe:
- Zespół Parków Krajobrazowych nad Dolną Wisłą
- Brodnicki Park Krajobrazowy
- Welski Park Krajobrazowy
- Górznieńsko-Lidzbarski Park Krajobrazowy

### Bogactwa naturalne

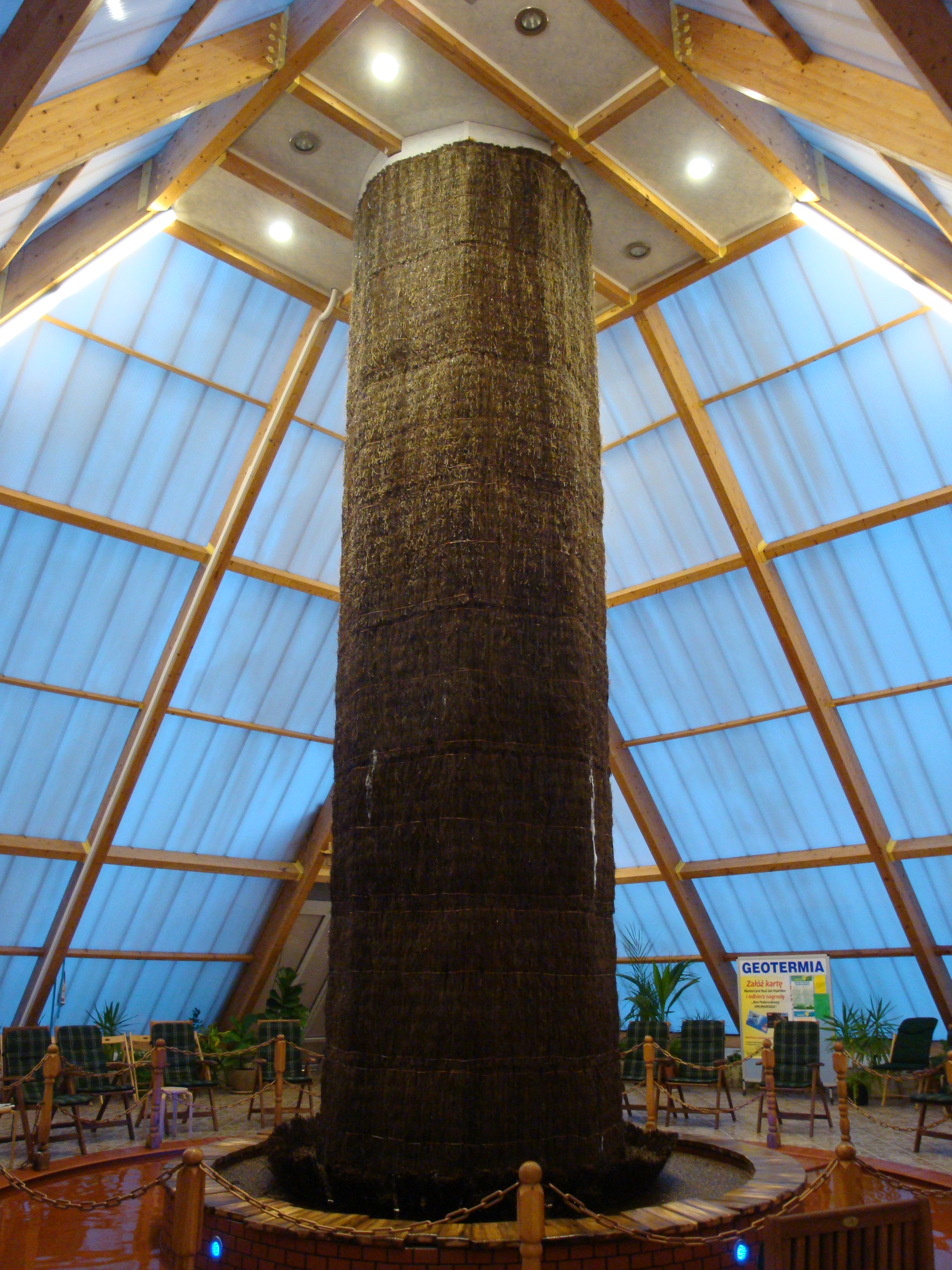
Solanki w Grudziądzu

Do zasobów naturalnych znajdujących się na terenie ziemi chełmińskiej należą złoża wody mineralnej z typu solanek chlorkowo-sodowych o charakterze leczniczym i termalnym, występujących w Maruszy, w gminie Grudziądz.

### Regiony fizycznogeograficzne
Według regionalizacji fizycznogeograficznej Polski ziemia chełmińska obejmuje obszar czterech makroregionów:
- Doliny Dolnej Wisły, w tym mezoregiony: 
  - Dolina Kwidzyńska (tylko obszar wsi Wełcz Mały i Wielki Wełcz),
  - Kotlina Grudziądzka (obszar nad prawym brzegiem Wisły),
  - Dolina Fordońska (obszar nad prawym brzegiem Wisły),
- Pojezierza Iławskiego, w tym mezoregion: 
  - Pojezierze Łasińskie (tylko południowa część do granic woj. kujawsko-pomorskiego),
- Pojezierza Chełmińsko-Dobrzyńskiego, w tym mezoregiony: 
  - Pojezierze Chełmińskie,
  - Pojezierze Brodnickie (bez północnej części, na północ od rzeki Osy),
  - Dolina Drwęcy (bez obszarów na lewym brzegu Drwęcy na odcinku od wsi Lubicz Górny do granic administracyjnych Brodnicy oraz poza granicami gminy Lubawa),
  - Garb Lubawski (bez obszarów na wschód od granic gminy Lubawa, w tym terytorium Parku Krajobrazowego Wzgórz Dylewskich),
  - Równina Urszulewska (tylko okolice Lidzbarka oraz obszar na prawym brzegu rzeki Wel od Lidzbarka do jeziora Rumian),
  - Pojezierze Dobrzyńskie (tylko okolice wsi Gorczenica, Gortatowo, Jastrzębie i Grążawy),
- Pradoliny Toruńsko-Eberswaldzkiej, w tym mezoregion:
  - Kotlina Toruńska (tylko prawy brzeg Wisły i Drwęcy).

## Miasta
| Lp. | Miasto                | Populacja | Powierzchnia | Województwo         |
| --- | --------------------- | --------- | ------------ | ------------------- |
| 1.  | Toruń                 | 197 812   | 115,72 km²   | kujawsko-pomorskie  |
| 2.  | Grudziądz             | 92 894    | 57,80 km²    | kujawsko-pomorskie  |
| 3.  | Brodnica              | 28 880    | 23,15 km²    | kujawsko-pomorskie  |
| 4.  | Chełmno               | 19 510    | 13,86 km²    | kujawsko-pomorskie  |
| 5.  | Chełmża               | 14 449    | 7,84 km²     | kujawsko-pomorskie  |
| 6.  | Wąbrzeźno             | 13 326    | 8,53 km²     | kujawsko-pomorskie  |
| 7.  | Golub-Dobrzyń         | 12 412    | 7,50 km²     | kujawsko-pomorskie  |
| 8.  | Lubawa                | 10 370    | 16,80 km²    | warmińsko-mazurskie |
| 9.  | Nowe Miasto Lubawskie | 10 097    | 11,37 km²    | warmińsko-mazurskie |
| 10. | Lidzbark Welski       | 7900      | 5,68 km²     | warmińsko-mazurskie |
| 11. | Kowalewo Pomorskie    | 4143      | 4,45 km²     | kujawsko-pomorskie  |
| 12. | Jabłonowo Pomorskie   | 3716      | 3,35 km²     | kujawsko-pomorskie  |
| 13. | Łasin                 | 3197      | 4,79 km²     | kujawsko-pomorskie  |
| 14. | Radzyń Chełmiński     | 1813      | 1,78 km²     | kujawsko-pomorskie  |

### Miasta zdegradowane
Do miast ziemi chełmińskiej (które jednak z różnych przyczyn utraciły status miasta) należą również:
| Lp. | Dawne miasto | Populacja | Prawa miejskie      | Degradacja        | Województwo         |
| --- | ------------ | --------- | ------------------- | ----------------- | ------------------- |
| 1.  | Kurzętnik    | 3065      | ok. 1330 r.         | 1905 r.           | warmińsko-mazurskie |
| 2.  | Michałowo    | –         | XIII/XIV wiek       | 1 czerwca 1934 r. | kujawsko-pomorskie  |
| 3.  | Ostromecko   | 991       | 25 sierpnia 1750 r. | 1772 r.           | kujawsko-pomorskie  |